# Xã Seneca, Quận Seneca, Ohio
Xã Seneca (tiếng Anh: Seneca Township) là một xã thuộc quận Seneca, tiểu bang Ohio, Hoa Kỳ. Năm 2010, dân số của xã này là 1.622 người.